# China Minsheng Bank
China Minsheng Bank (förenklade kinesiska tecken: 中国民生银行, traditionella kinesiska tecken: 中國民生銀行, pinyin: Zhāoshāng Yínháng), är en kinesisk bankkoncern och rankas år 2017 som världens 75:e största publika bolag och den nionde största banken i Kina.